# Gare Pincourt–Terrasse-Vaudreuil
Pour les articles homonymes, voir Pincourt, Terrasse-Vaudreuil et Vaudreuil.
La gare Pincourt–Terrasse-Vaudreuil est une gare d'exo située dans la municipalité de Terrasse-Vaudreuil. Elle dessert les trains de banlieue de la ligne exo 1.

## Correspondances

### Autobus

#### exo La Presqu'Île
| Circuit | Destinations                                        |
| ------- | --------------------------------------------------- |
| 31      | Gare Pincourt – Terrasse-Vaudreuil / Cardinal-Léger |
| 33      | Gare Pincourt – Terrasse-Vaudreuil / Forest         |
| 44      | Gares Pincourt-T.-V./Île-Perrot / John-Abbott       |
| 335     | Gare Dorion – Sainte-Anne-de-Bellevue               |

## Projet de nouvelle gare
exo projette l'aménagement d'une nouvelle gare intermodale sur la ligne de train de banlieue Vaudreuil-Hudson desservant l'île Perrot au carrefour de l'autoroute 20 et du boulevard Don Quichotte à L'Île-Perrot. Ce projet vise à offrir du stationnement incitatif aux habitants de l'île qui veulent prendre le train de banlieue. Or, les gares actuelles de l'Île-Perrot et de Pincourt-Terrasse-Vaudreuil, entre lesquelles s'insérerait le nouvel arrêt, ne disposent pas des espaces pouvant accommoder ce stationnement.
La mairesse Manon Trudel de Terrasse-Vaudreuil demande que demeure en service la gare desservant sa municipalité. exo indique que l'implantation de la nouvelle gare signifie nécessairement la fermeture des deux gares actuelles sur l'île. La décision dépendra des plans de réaménagement de l'autoroute 20 sur le territoire de l'île, lien routier sous gestion du ministère des Transports du Québec.